# Discografia de Barry Gibb
Esta é a discografia de Barry Gibb, cantor britânico que também fez parte do grupo musical Bee Gees.

## Álbuns

### Álbuns de estúdio
| Ano  | Detalhes | Melhores posições | Melhores posições | Melhores posições | Melhores posições | Certificações |
| Ano  | Detalhes | ALE               | EUA               | JAP               | RUN               | Certificações |
| ---- | --- | ----------------- | ----------------- | ----------------- | ----------------- | ------------- |
| 1984 | Now Voyager - Formatos: LP, Fita cassete                                                                    | 38                | 72                | 53                | 85                |               |
| 2016 | In the Now - Formatos: LP, CD, download digital                                                             | 12                | 63                | 157               | 2                 |               |
| 2021 | Greenfields: The Gibb Brothers Songbook, Vol. 1 (Barry Gibb & Friends) - Formatos: LP, CD, download digital | 4                 | 15                | 157               | 1                 |               |

### Álbuns para a internet
| Ano  | Detalhes                                                        |
| ---- | --------------------------------------------------------------- |
| 2006 | The Eaten Alive Demos - Formato: Download digital               |
| 2006 | The Guilty Demos - Formato: Download digital                    |
| 2006 | The Eyes That See in the Dark Demos - Formato: Download digital |
| 2006 | The Heartbreaker Demos - Formato: Download digital              |

### Álbuns não lançados
| Ano  | Detalhes |
| ---- | --- |
| 1970 | The Kid's No Good - Continha canções gravadas entre 1969 e 1970, em especial as duas canções do single "I'll Kiss Your Memory" |
| 1986 | Moonlight Madness - A maioria das canções deste álbum foram retrabalhadas e aproveitadas na trilha sonora do filme Hawks.      |

### Trilhas sonoras
| Ano  | Detalhes | Certificações |
| ---- | --- | ------------- |
| 1978 | Sgt. Pepper's Lonely Hearts Club Band - Lançamento: Julho de 1978 - Editora discográfica: RSO Records - Formato: LP - Música do filme O Sargento Pepper e Sua Banda  |               |
| 1988 | Hawks - Lançamento: Setembro de 1988 (não nos EUA) - Editora discográfica: Polydor Records - Formato: LP, CD - Música do filme Falcões                               |               |
| 2007 | Arctic Tale - Lançamento: Julho de 2007 (EUA) - Editora discográfica: Bulletproof Records - Formato: CD, download digital - Música do filme Aventuras no Novo Ártico |               |
| 2008 | Deal - Lançamento: Abril de 2008 (EUA) - Editora discográfica: Lightyear Records - Formato: CD - Música do filme Negócios e Trapaças                                 |               |

## Singles
| Ano  | Detalhes                                                         | Melhores posições | Melhores posições | Melhores posições | Melhores posições | Álbum original                                  | Certificações |
| Ano  | Detalhes                                                         | ALE               | EUA               | PBX               | RUN               | Álbum original                                  | Certificações |
| ---- | ---------------------------------------------------------------- | ----------------- | ----------------- | ----------------- | ----------------- | ----------------------------------------------- | ------------- |
| 1970 | "I'll Kiss Your Memory" - Lançamento: Maio de 1970               | —                 | —                 | 16                | —                 | —                                               |               |
| 1978 | "A Day in the Life" - Lançamento: Julho de 1978                  | —                 | —                 | —                 | —                 | Sgt. Pepper's Lonely Hearts Club Band [OST]     |               |
| 1980 | "Guilty" - Lançamento: Setembro de 1980                          | 15                | 3                 | 15                | 34                | Guilty                                          |               |
| 1981 | "What Kind of Fool" - Lançamento: Abril de 1981                  | —                 | 10                | —                 | —                 | Guilty                                          |               |
| 1984 | "Shine Shine" - Lançamento: Agosto de 1984                       | 45                | 37                | 45                | 95                | Now Voyager                                     |               |
| 1984 | "Fine Line" - Lançamento: Outubro de 1984                        | —                 | [ nota 4 ]        | —                 | —                 | Now Voyager                                     |               |
| 1984 | "Face to Face" - Lançamento: Novembro de 1984                    | —                 | —                 | —                 | —                 | Now Voyager                                     |               |
| 1988 | "Childhood Days" - Lançamento: Agosto de 1988                    | 60                | —                 | —                 | —                 | Hawks [OST]                                     |               |
| 1988 | "Not in Love at All" - Lançamento: Outubro de 1988               | —                 | —                 | —                 | —                 | Hawks [OST]                                     |               |
| 1996 | "Too Much Heaven" - Lançamento: Junho de 1996 (apenas no RU)     | —                 | —                 | —                 | —                 | Jordan Hill                                     |               |
| 2003 | "How Can You Mend a Broken Heart" - Lançamento: Novembro de 2003 | —                 | [ nota 5 ]        | —                 | —                 | Michael Bublé                                   |               |
| 2006 | "Doctor Mann" - Lançamento: Agosto de 2006                       | —                 | —                 | —                 | —                 | —                                               |               |
| 2006 | "Underworld" - Lançamento: Agosto de 2006                        | —                 | —                 | —                 | —                 | Arctic Tale [OST]                               |               |
| 2007 | "Drown on the River" - Lançamento: Agosto de 2007                | —                 | —                 | —                 | —                 | Deal [OST]                                      |               |
| 2011 | "All In Your Name" - Lançamento: Julho de 2011                   | —                 | —                 | —                 | —                 | —                                               |               |
| 2011 | "Daddy's Litle Girl" - Lançamento: Dezembro de 2011              | —                 | —                 | —                 | —                 | In the Now [Deluxe Edition]                     |               |
| 2011 | "Grey Ghost" - Lançamento: Dezembro de 2011                      | —                 | —                 | —                 | —                 | In the Now [Deluxe Edition]                     |               |
| 2016 | "In the Now" - Lançamento:19 de agosto de 2016                   | —                 | —                 | —                 | —                 | In the Now                                      |               |
| 2016 | "Star Crossed Lovers" - Lançamento: 16 de setembro de 2016       | —                 | —                 | —                 | —                 | In the Now                                      |               |
| 2020 | "Words of a Fool" - Lançamento:6 de novembro de 2020             | —                 | —                 | —                 | —                 | Greenfields: The Gibb Brothers Songbook, Vol. 1 |               |

## Vídeos
| Ano  | Detalhes                                       |
| ---- | ---------------------------------------------- |
| 1978 | Sgt. Pepper's Lonely Hearts Club Band - Filme. |
| 1984 | Now Voyager - Versão visual do álbum homônimo. |
| 2007 | Bumsrush - Apresentações caseiras.             |